# Liste des comtes de Foix
Le comté de Foix est à l'origine un territoire du comté de Carcassonne détaché par le comte Roger Ier le Vieux en faveur de son fils cadet Bernard Roger.

## Maison de Foix-Carcassonne
Les Foix Carcassonne se disaient issus d'une branche cadette des comtes de Barcelone, affirmation qui permettait d'interpréter a posteriori leurs armes, d'or à trois pals de gueules, comme une brisure, de celle de Raimond Bérenger Le Saint, d'or à quatre pals de gueules. Ceci est contredit par les études d'archives menée par Claudine Pailhès qui démontre que leurs plus lointains ancêtres proviennent d'une puissante lignée franque du Nord et qu'ils sont probablement apparentés aux Carolingiens ce qui était autrement prestigieux.
- 1012–1034 : Bernard-Roger, comte de Foix, comte de Couserans

épouse Gersende, comtesse de Bigorre, fils du précédent
- 1034–1064 : Roger Ier de Foix, comte de Foix

fils du précédent
- 1064–1124 : Roger II de Foix, comte de Foix

épouse Stéphanie, dame de la Marche, neveu du précédent

Armes des comtes de Foix

- 1124–1148 : Roger III de Foix, comte de Foix

épouse Ximène de Barcelone, fils du précédent
- 1148–1188 : Roger-Bernard Ier de Foix le Gros, comte de Foix

épouse Cécile de Béziers, fils du précédent
- 1188–1223 : Raimond-Roger de Foix, comte de Foix

épouse Philippa de Moncade, fils du précédent
- 1223–1241 : Roger-Bernard II de Foix le Grand, comte de Foix

épouse Ermessinde de Castelbon, fils du précédent
- 1241–1265 : Roger IV de Foix, comte de Foix

épouse Brunissende de Cardonne, fils du précédent
- 1265–1302 : Roger-Bernard III de Foix, comte de Foix

épouse Marguerite, vicomtesse de Béarn, fils du précédent

Armes des comtes de Foix et vicomtes de Béarn

- 1302–1315 : Gaston Ier de Foix-Béarn, comte de Foix, vicomte de Béarn

épouse Jeanne d'Artois, fils du précédent
- 1315–1343 : Gaston II de Foix-Béarn, comte de Foix, vicomte de Béarn et Lautrec

épouse Aliénor de Comminges, fille de Bernard VII, comte de Comminges, fils du précédent
- 1343–1391 : Gaston III Febus de Foix-Béarn, comte de Foix, vicomte de Béarn et Lautrec

épouse Agnès de Navarre, fils du précédent. Son fils unique légitime meurt avant lui.
- 1391–1398 : Mathieu de Foix-Castelbon, comte de Foix, vicomte de Béarn et Castelbon

épouse Jeanne d’Aragon, fille de Jean Ier, roi d’Aragon, petit-cousin du précédent (arrière-petit-fils de Gaston Ier de Foix-Béarn)

## Maison de Grailly
Bien qu'issus de la maison de Foix, les Foix-Grailly ont abandonné les noms et armes des Foix-Grailly au profit de Foix-Béarn. En fait, la sœur du dernier Foix-Béarn, Isabelle de Foix (vicomtesse de Castelbon) se marie avec Archambaud de Grailly. Les Foix-Grailly sont donc indifférenciés des Foix-Béarn car ils constituent la seconde dynastie des comtes de Foix.
- 1398–1412 : Isabelle de Foix-Castelbon, comtesse de Foix, vicomtesse de Béarn et Castelbon

épouse Archambaud de Grailly, sœur du précédent
- 1412–1436 : Jean Ier de Foix né Jean de Grailly, comte de Foix et de Bigorre, vicomte de Béarn et Villemur

épouse Jeanne d’Albret, fils de la précédente
- 1436–1472 : Gaston IV de Foix-Béarn : comte de Foix et de Bigorre, vicomte de Béarn, Nébouzan, Villemeur er Lautrec, pair de France

épouse Éléonore Ire de Navarre, reine de Navarre, fils du précédent
- 1472–1483 : François Fébus de Foix-Béarn : roi de Navarre, duc de Nemours, comte de Foix et Bigorre, vicomte de Béarn, Pair de France,

petit-fils du précédent – sans postérité

## Maison d'Albret

Armes des rois de Navarre, comtes de Foix et vicomtes de Béarn de la maison d'Albret

Désormais rois de Navarre, le titre de Navarre prévaut sur le nom originel de la maison. Néanmoins, le titre de Comte de Foix reste affirmé comme source de prestige témoignant de l'ascension exceptionnelle de cette maison et de son influence tant en France qu'en Espagne. Au-delà de leurs intérêts bien compris, ils restent des intermédiaires indispensables dans cet espace hautement stratégique.
- 1483-1517 : Catherine de Navarre, reine de Navarre, duchesse de Nemours, comtesse de Foix et Bigorre, vicomtesse de Béarn

épouse Jean III d’Albret (1483–1516), sœur du précédent
- 1517–1555: Henri II de Navarre, roi de Navarre, duc de Nemours et d'Albret, comte de Foix, Bigorre, Armagnac et Périgord, vicomte de Béarn et Limoges

épouse Marguerite d'Angoulême, sœur du roi de France François Ier, fils de la précédente

## Maison deBourbon-Vendôme

Armes des rois de Navarre, comtes de Foix et vicomtes de Béarn de la maison de Bourbon

Les Comtes de Foix sont désormais les plus puissants seigneurs du royaume après les Rois de France, leurs possessions sont surtout au Sud-ouest, mais s'étendent jusqu'en Ile-de-France, en Normandie et en Picardie : ils prendront bientôt la tête du camp protestant dans les guerres de religion jusqu'à la victoire finale d'Henri II de Foix ou Henri III de Navarre qui devient Henri IV de France. Leur prestige est immense, bien que la construction du Roman national l'ait grandement effacé au profit de l'unité de la Nation française : il tient à l'ancienneté de leur dynastie, à leur ascension exceptionnelle jusqu'à la couronne de France, à leur position stratégique à cheval sur les Pyrénées étendant leur influence et possessions de part et d'autre et contrôlant les cols,  et à leur active stratégie matrimoniale qui en fait la lignée seigneuriale qui a réussi à marier le plus ses filles à des rois. Malgré sa promesse, Henri IV intègrera le Comté de Foix au domaine royale en 1607, puis la Vicomté de Béarn en 1620.
- 1555–1572 : Jeanne de Navarre, reine de Navarre, duchesse de Nemours et d'Albret, comtesse de Foix, Bigorre, Armagnac et Périgord, vicomtesse de Béarn et Limoges

épouse Antoine de Bourbon, duc de Vendôme, fille du précédent
- 1572–1607 : Henri II de Foix (Henri III de Navarre, et Henri IV, roi de France), roi de Navarre, duc de Vendôme, Nemours et d'Albret, comte de Foix, Bigorre, Armagnac et Périgord, vicomte de Béarn et Limoges

épouse Marguerite de France, fille du roi de France Henri II, fils de la précédente